# Hyelaphus annamiticus
O cervo-porco-indochinês (Hyelaphus annamiticus), também chamado de cervo-porco-da-indochina, cervo-de-annamite ou cervo-porco-de-thai; é uma espécie de cervídeo nativa dos seguintes países: Camboja, China, Laos e Vietnã. Foi exterminado na Tailândia.